# واژمیتسه
واژمیتسه (به لاتین: Warzymice) یک روستا در لهستان است که در گمینا کووباسکووو واقع شده‌است. واژمیتسه>۲٬۰۰۰ نفر جمعیت دارد.